# Traian Băcilă
Traian Băcilă, scris și Bacsila, (n. 23 decembrie 1867, Caransebeș – d. 10 iunie 1931, Viena) a fost un general român în armata austro-ungară, care a avansat până la gradul de general de brigadă și comandant al brigăzii nr. 144 de infanterie (144. IBrig).

## Biografie

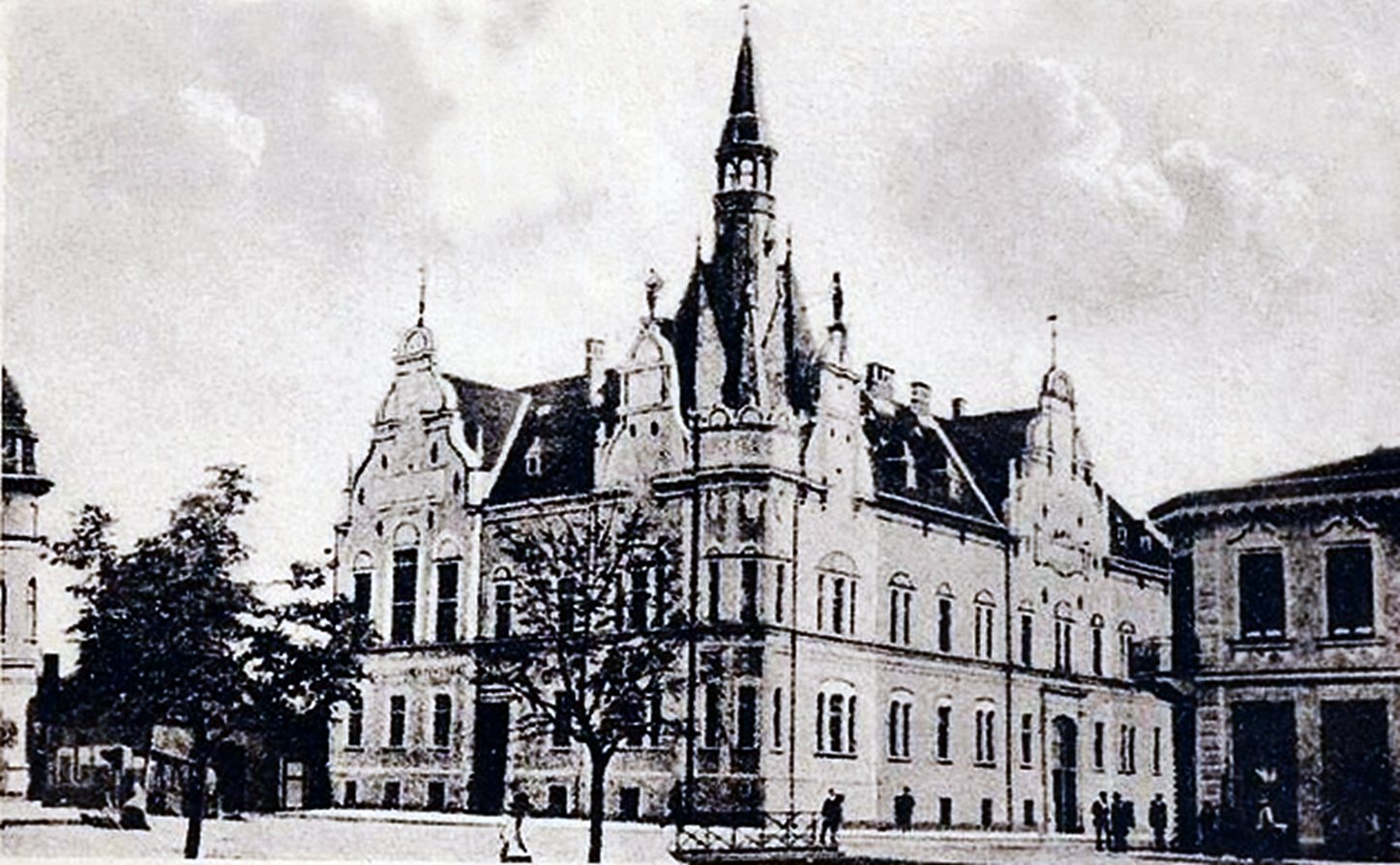
Primăria din Caransebeș pe la 1900

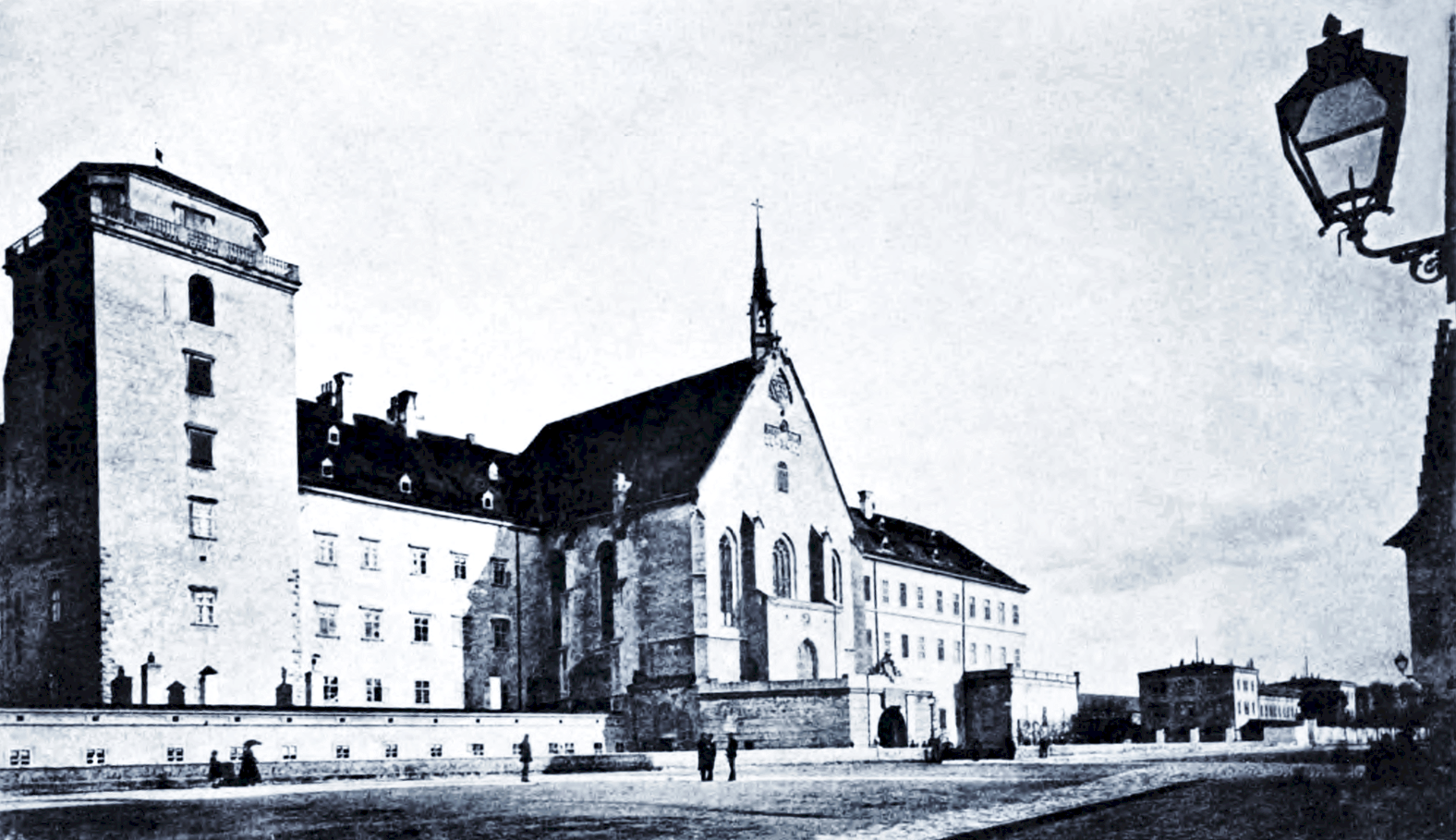
Academia Tereziană înainte de 1870

Traian Băcilă, fiul unui locotenent în armata austriacă din frontiera militară, a intrat în anul 1885 din liceul militar de la Weisskirchen (Moravia) în Academia Militară Tereziană din Wiener Neustadt unde a desăvârșit studiile sale militare și a fost stabilit în anul 1888 ca locotenent al regimentului de infanterie unguresc Împăratul Leopold al II-lea nr.33. La 1 mai 1892 a fost numit locotenent major al Statului Major General și transferat la regimentul maghiar Freiherr von Schikofsky  nr. 83, unde mai erau locotenenții majori de proveniență română Daniel Materinga și Ion Iovescu, tot viitori generali. În 1900, fiind căpitan de primă clasă al Corpului Major General în cadrul corpului de armată al 12-lea în Sibiu, a fost promovat la rangul  de maior. Băcilă a fost numit șef  al Statului  Major al Diviziei nr. 27 de infanterie la 1 mai 1907. În 1909, a fost numit comandor al Ordinului Regal de Merit Militar Bulgăresc (acordat de a fi purtat în Austro-Ungaria pe 24 octombrie al anului).
Băcilă a devenit la 3 ianuarie 1914 colonel și comandant al regimentului de infanterie Ernst Freiherr von Loudon nr. 29 în Viena și Becicherecu Mare. Scurt timp după aceea, ofițerul a fost brigadier cu rang de colonel al brigăzii nr. 61 de infanterie din corpul de armată nr. 5 sub  Feldmarschalleutnant Ferdinand cavaler de Goglia.
În timpul Primului Război Mondial, la sfârșitul lunii iulie 1916, general-colonelul (Generaloberst) baronul de Böhm-Ermolli a ordonat ca rezervele corpului de Armata nr. 5, cu ele  regimentul nr 72 și părți ale regimentul 44, acum sub comanda colonel-brigadierului Băcilă, să se îndrepte către Troscianiec. Colonelul a trebuit să sprijine corpul de pe flancul drept în bătălia de la Zalošče (4-8 august).
Purtătorul Ordinului Coroanei de Fier de clasa a 3-a, a Crucii de Merit Militar de clasa a 3-a, ambele cu decorație de război, și a Crucii de fier de clasa a 2-a a fost ridicat pentru calitatea sa ca ofițer și vitejia sa ca soldat în ziua de 1 august 1917 (rang din 2 septembrie al anului) la gradul de  General  (Generalmajor) și comandant al brigăzii nr. 144 de infanterie.
După colapsul monarhiei, generalul a fost pensionat la 1 ianuarie 1919, dar nu s-a mai întors în patrie, ci a rămas din motive familiale în Viena, unde a și murit. Soția sa Adele, o învățătoare, a scris cartea Anstandslehre und Haushaltskunde („Doctrină pentru decență și cunoștințe de uz casnic”) în anul 1910. Unul dintre copiii săi a fost Erwin (n. 27 ianuarie 1910, Budapesta – d. 3 martie 1982, Viena), reputat maior de aviație în al Doilea Război Mondial, decorat între altele cu Crucea de Cavaler al Crucii de Fier și Crucea Germană de aur.